# Frédéric Serralta
Frédéric Serralta es un hispanista francés.

## Biografía
Catédratico emérito de la Universidad de Toulouse-Le Mirail, cofundador del GESTE (Grupo de Estudios Sobre Teatro Español), se ha consagrado esencialmente al estudio del teatro del Siglo de Oro (primero al de Antonio de Solís, y estos últimos años al de Lope de Vega), preconizando en sus análisis textuales un enfoque de tipo funcionalista y dedicando particular atención al teatro cómico (comedia burlesca y comedia de figurón). Ha firmado numerosos artículos especializados, sobre todo en la revista Criticón, y realizado diversas ediciones científicas. También se ha interesado por el teatro del exilio republicano español, y ha publicado varios libros de poesía original, en español y en francés.
- Datos: Q5869956